# Mahliyah (huyện)
Huyện Mahliyah là một huyện thuộc tỉnh Ma'rib, Yemen. Đến thời điểm năm 2003, huyện này có dân số 9156 người